# Зрізаний вузол
Зрізаний вузол — це тип математичного вузла. В теорії вузлів «вузол» означає вкладене в 3-сферу коло
{\displaystyle S^{3}=\{\mathbf {x} \in \mathbb {R} ^{4}\mid |\mathbf {x} |=1\}},
а 3-сферу можна розглядати як межу чотиривимірної кулі
{\displaystyle B^{4}=\{\mathbf {x} \in \mathbb {R} ^{4}\mid |\mathbf {x} |\leq 1\}.}
Вузол {\displaystyle K\subset S^{3}} є зрізаним, якщо він є межею належним чином вкладеного диска D в 4-вимірну кулю.
Що означає «належним чином вкладеного», залежить від контексту і розуміється по різному для різних типів зрізаних вузлів. Якщо D є гладким вкладенням в B4, то кажуть, що K є гладко зрізаним вузлом. Якщо K є лише локально плоским (що слабше), то кажуть, що K є топологічно зрізаним вузлом.
Будь-який стрічковий вузол є гладким зрізаним вузлом. Старе питання Фокса полягає в тому, чи є будь-який гладкий вузол стрічковим.
Сигнатура зрізаного вузла дорівнює нулю.
Многочлен Александера зрізаного вузла розпадається на множники {\displaystyle f(t)f(t^{-1})}, де {\displaystyle f(t)} — деякий многочлен Лорана з цілими коефіцієнтами. Це відомо як умова Фокса-Мілнора.
Нижче наведено список всіх зрізаних вузлів з 10 і менше перетинами. Список складено за Атласом вузлів [Архівовано 11 серпня 2020 у Wayback Machine.]:
61, {\displaystyle 8_{8}}, {\displaystyle 8_{9}}, {\displaystyle 8_{20}}, {\displaystyle 9_{27}}, {\displaystyle 9_{41}}, {\displaystyle 9_{46}}, {\displaystyle 10_{3}}, {\displaystyle 10_{22}}, {\displaystyle 10_{35}}, {\displaystyle 10_{42}}, {\displaystyle 10_{48}}, {\displaystyle 10_{75}}, {\displaystyle 10_{87}}, {\displaystyle 10_{99}}, {\displaystyle 10_{123}}, {\displaystyle 10_{129}}, {\displaystyle 10_{137}}, {\displaystyle 10_{140}}, {\displaystyle 10_{153}} і {\displaystyle 10_{155}}.